# David Adjaye
David Adjaye (Dar es Salaam, septiembre de 1966) es un arquitecto tanzano.
Establecido en Londres, se inició como creador en 1994 remodelando bares y residencias. En el año 2000 creó su propia firma, Adjaye Associates.

## Biografía
David Adjaye obtuvo su licenciatura en la London South Bank University, y terminó su maestría en 1993 en la Royal College of Art. El mismo año, ganó la medalla de bronce del RIBA, un premio normalmente ganado por los alumnos que solo han obtenido un título de licenciatura.
Después de un tiempo trabajando en diversos estudios de arquitectura, en 1994 Adjaye y William Russell establecieron por su cuenta un estudio al que llamaron Adjaye & Russell, con sede en el norte de Londres. Esta oficina se disolvió en 2000 y Adjaye estableció su propio estudio el mismo año.
En 2006 fue nominado para el Premio Stirling por su Idea Store Whitechapel, en Londres. 
También colaboró con el artista Olafur Eliasson para crear una instalación de luz, Your black horizon, en la Bienal de Venecia de 2005. Ha trabajado con Chris Ofili para crear un ambiente propicio para el Upper Room, hoy propiedad de la Tate Britain.
Sus trabajos recientes incluyen el Museo de Arte Contemporáneo de Denver, el Centro Nobel de la Paz en Oslo y la Escuela de Administración de Moscú Skolkovo, completada en el 2010.
El 15 de abril de 2009, fue seleccionado en un concurso para diseñar el Museo Nacional de Historia y Cultura Afroamericanas, que forma parte de la Smithsonian en Washington D. C., prevé abrir en 2015. La característica de su diseño es una corona de la escultura yoruba.

## Premios
- RIBA - Bronze Medal for Part 1 Students- 1993
- Design Futures Council Senior Fellow

## Principales trabajos
- Casa de Elektra (2001).
- Pabellón SHADA (2000).
- Museo de Arte Contemporáneo de Denver (2004).
- Idea Store Chrisp Street (2004).